# 仏教伝道協会
公益財団法人仏教伝道協会（ぶっきょうでんどうきょうかい、英文名：BUKKYO DENDO KYOKAI　略称：BDK）は、元文部科学省所轄、内閣府認定の公益財団法人。1965年に測定機器メーカーのミツトヨの創業者でもある沼田恵範によって創設された。2013年3月31日までは財団法人であったが、公益法人制度改革に伴い、2013年4月1日から公益財団法人に移行。ホテルの客室などに置かれている「仏教聖典」は、この協会が刊行し、寄贈している。

## 概要
日本文化の基本でもある慈悲と共生の仏教精神と仏教文化とその学術振興を促進し、現代的理解を弘め、グローバルな啓蒙活動を通して豊かな人間性を育て、より良い社会形成を推進し、もって人類の幸福と世界平和の実現に貢献することを目的としている。
主な事業としては、「仏教典籍の現代語訳及び外国語訳による編集とその普及事業」、「仏教精神と仏教文化とその学術振興の促進に対する助成と表彰事業」、「仏教精神とその文化興隆に関わる啓蒙活動と支援事業」、「施設の貸与事業」、「その他、この法人の目的を達成するために必要な事業」を掲げている。

## 所在地
東京都港区芝4丁目3-14

## 歴代理事長（公益財団法人移行まで）
| 代数 | 氏名     | 任期            | 本職               |
| ---- | -------- | --------------- | ------------------ |
| 初代 | 森川智徳 | 1965年 - 1970年 | 元龍谷大学学長     |
| 2代  | 羽渓了諦 | 1970年 - 1974年 | 元龍谷大学学長     |
| 3代  | 宮本正尊 | 1974年 - 1983年 | 東京大学名誉教授   |
| 4代  | 葉上照澄 | 1983年 - 1989年 | 元比叡山延暦寺長臈 |
| 5代  | 長尾雅人 | 1989年 - 1995年 | 京都大学名誉教授   |
| 6代  | 信楽峻麿 | 1995年 - 2009年 | 龍谷大学名誉教授   |
| 7代  | 福山諦法 | 2009年 - 2013年 | 大本山永平寺貫首   |

## 沿革
- 1965年　財団法人仏教伝道協会設立。
- 1966年　『日英対訳仏教聖典』刊行。
- 1967年　第1回仏教伝道文化賞贈呈。（2012年 第46回に至る）
- 1970年　第1回実践布教研究会開催。（2012年 第42回に至る）
- 1975年　『和英対照仏教聖典』刊行。国内外のホテルに寄贈開始。
- 1976年　『フランス語仏教聖典』刊行。（以後、各国語版仏教聖典を翻訳・刊行、現在46言語に至る）
- 1982年　『大蔵経』の英訳を開始。
- 1991年　外国人留学生奨学金制度制定。
- 2013年　日本人留学生奨学金制度制定。
- 2013年　公益財団法人仏教伝道協会に移行。
- 2018年　輝け！お寺の掲示板大賞を開始する。

## 賞歴
- 2018年 みうらじゅん賞。

## 事業
- 仏教典籍の現代語訳及び外国語訳による編集とその普及事業
- 仏教精神と仏教文化とその学術振興の促進に対する助成と表彰事業
- 仏教精神とその文化興隆に関わる啓蒙活動と支援事業
- 施設の貸与事業
- その他、この法人の目的を達成するために必要な事業

## 助成金制度
公益財団法人仏教伝道協会の事業目的と同様な仏教精神と仏教文化、学術の振興の為の啓蒙活動を積極的に展開している個人及び団体等に対し、外部有識者や専門家からなる助成金審査委員会の審査、決定に基づき、助成を行っている。

## 奨学金制度
- 外国人留学生奨学金制度
- 日本人留学生奨学金制度

## 主な刊行物
- 仏教聖典（46言語に翻訳・刊行）
- 英訳大蔵経

## 主な主催行事
- 仏教伝道文化賞
- 実践布教研究会
- 仏教音楽祭
- BDKシンポジウム
- 仏教聖典を経営に活かす会
- 仏教聖典を生活に活かす会
- 仏教聖典を初歩英語で学ぶ会
- BDK坐禅会（忙しい女性のための坐禅会）
- 輝け!お寺の掲示板大賞

## 沼田仏教講座
日本仏教精神とその文化を広く世界に伝えるため、北米・欧州の主要大学において、仏教講座の開設と運営に協力している。
| 大学名                               | 国名         | 開講年 |
| ------------------------------------ | ------------ | ------ |
| カリフォルニア大学（バークレー校）   | アメリカ     | 1984年 |
| ハーバード大学                       | アメリカ     | 1984年 |
| シカゴ大学                           | アメリカ     | 1985年 |
| 仏教大学院                           | アメリカ     | 1986年 |
| カルガリー大学                       | カナダ       | 1987年 |
| ハワイ大学                           | アメリカ     | 1988年 |
| トロント大学                         | カナダ       | 1989年 |
| スミス大学                           | アメリカ     | 1990年 |
| オックスフォード大学                 | イギリス     | 1990年 |
| ライデン大学                         | オランダ     | 1991年 |
| ロンドン大学                         | イギリス     | 1992年 |
| マギル大学                           | カナダ       | 1997年 |
| ウィーン大学                         | オーストリア | 1998年 |
| ハンブルク大学                       | ドイツ       | 1999年 |
| カリフォルニア大学（ロサンゼルス校） | アメリカ     | 2007年 |